# Юнусзаде, Эльвин Гариб оглы
Эльвин Гариб оглы Юнусзаде (азерб. Yunuszadə Elvin Qərib oğlu; 22 августа 1992, Газах, Азербайджан) — азербайджанский футболист, защитник клуба «Кяпаз». Выступал за сборную Азербайджана.

## Биография
Начал заниматься футболом в возрасте 11 лет в родном городе Газах, в детской футбольной школе клуба «Геязань». Первым тренером был Сулейман Мамедов. В 2008 году наставник «Нефтчи» Ариф Асадов пригласил 16-летнего футболиста в дубль команды, в котором тот провёл два сезона.

## Клубная карьера
Является воспитанником бакинского «Нефтчи», в дубле которого начинал своё выступление в 2008 году. В 2011 году перешёл в основной состав клуба, где и выступает по сей день. В 2010/11 годах провёл один сезон в закатальском «Симурге».
В сезонах 2012/13 и 2013/14 годов провёл в составе ФК «Нефтчи» 5 игр в Лиге чемпионов УЕФА и 5 игр в Лиге Европы. Дебютным оказался первый матч второго квалификационного раунда Лиги чемпионов УЕФА против грузинского «Зестафони», состоявшийся в Баку, на стадионе «Далга Арена» 17 июля 2012 года, в котором бакинцы победили со счётом 3:0. При этом футболист провёл на поле первые 70 минут матча.

## Карьера в сборной
С 2012 года привлекается в состав молодёжной сборной Азербайджана до 21 года. Дебют в молодёжной сборной состоялся 29 февраля 2012 года Баку, на стадионе «Баксель Арена», в отборочном матче Чемпионата Европы против сборной Исландии, завершившейся победой хозяев со счётом 1:0. При этом Эльвин провёл на поле все 90 минут матча.

## Достижения
«Нефтчи» Баку
- Чемпион Азербайджана (2): 2011/12 и 2012/13
- Обладатель Кубка Азербайджана: 2012/13,
- Финалист Кубка Азербайджана: 2011/12
- Финалист Суперкубка Азербайджана: 2013[5].